# Liu Baocheng
Liu Baocheng (劉寶成T, Liú BǎochéngP; Pechino, 1º febbraio 1917 – Phoenix, 2 dicembre 2005) è stato un cestista cinese.

## Carriera
Con la Repubblica di Cina ha disputato i Giochi olimpici di Berlino 1936.